# Liga de Estrellas de Irak
La Liga de Estrellas de Irak (Dawrī Nujūm Al-'Irāq; en árabe: دوري نجوم العراق‎) es la máxima categoría del fútbol profesional en Irak. Se disputa desde 1974 y está organizada por la Asociación de Fútbol de Irak.

## Historia
La Liga de Estrellas de Irak se fundó en 1974, anteriormente la máxima categoría del país era la Liga de Institutos o Liga de Bagdad, restringida solo para clubes de la capital del país, la competición se disputó desde 1962 hasta 1974. La liga de Bagdad fue dominada por el club Al-Shorta que ganó seis campeonatos, seguido por el Al-Quwa Al-Jawiya con cuatro y por el Maslaha Naqil Al-Rakab (Baghdad FC) con dos títulos.
La Liga Iraqi fue fundada por la Asociación de Fútbol de Irak en 1974 como la Liga Nacional de Clubes de Irak, extensiva a clubes de todo el país. 
Desde el comienzo de la liga, esta ha estado dominada por los cuatro clubes más grandes de Bagdad: Al-Quwa Al-Jawiya, Al-Shorta, Al-Talaba y Al-Zawraa, quienes juntos compiten en los derbis de Bagdad. Después de la invasión estadounidense de Irak de 2003, los jugadores comenzaron a abandonar los clubes con sede en Bagdad y unirse a clubes del norte del país, como Erbil y Duhok, debido a la inestabilidad económica y los problemas de seguridad en la capital. Esto llevó a un cambio en el dominio de los "Cuatro Grandes", ya que Arbil FC ganó tres títulos de liga consecutivos de 2007 a 2009 y Duhok FC que ganó la liga en 2010. En la temporada 2008-09, ninguno de los Cuatro Grandes de Bagdad terminó entre los cuatro primeros, siendo la única vez que esto ha sucedido en la historia de la liga; los cuatro primeros lugares fueron ocupados por Arbil FC, Al-Najaf, Duhok FC y Al-Amana. Sin embargo, los Cuatro Grandes de Bagdad han vuelto a dominar la liga desde entonces, habiendo ganado todos los títulos desde 2015-16.
Desde el inicio de la liga en 1974, once clubes han ganado el título. Al-Zawraa es el club más exitoso con 14 títulos, seguido de Al-Quwa Al-Jawiya (7), Al-Shorta (7) y Al-Talaba (5).
El 4 de junio de 2023 la IFA firmó un convenio con la Liga Nacional de Fútbol Profesional (La Liga) de España para profesionalizar la máxima categoría del fútbol iraquí, por lo que a partir de la temporada 2023-24 la competición fue renombrada como Liga de Estrellas de Irak buscando cumplir los criterios de la Confederación Asiática de Fútbol. Para el control de la liga se formó un nuevo organismo denominado Asociación de la Liga Profesional Iraquí, bajo el mando de gestores europeos durante tres años, el cual también se encarga del manejo de las ligas juveniles. Como parte del convenio un grupo de profesionales iraquíes fueron enviados a formarse en España con el objetivo de hacerse cargo de la dirección de la liga una vez que finalice el periodo de tres años de acuerdo.

## Sistema de competición
Actualmente la competición la disputan 20 clubes, comienza en octubre y finaliza en el mes de junio del año siguiente, y funciona con sistema de ascensos y descensos con la segunda categoría llamada Iraqi Premier Division League. 
El equipo campeón obtiene la clasificación para disputar la Liga de Campeones de Élite de la AFC. El subcampeón puede clasificar a la Liga de Campeones 2 de la AFC aunque esta plaza se encuentra condicionada al equipo que resulte ganador de la Copa de Irak. 
Al finalizar la temporada los últimos dos clasificados descienden a la Iraqi Premier Division League, mientras que el antepenúltimo lugar debe jugar una promoción de permanencia contra el ganador de un play-off entre el tercer y el cuarto clasificado de la segunda categoría.

## Equipos temporada 2024-25

Irak

| Club              | Ciudad      | Estadio                        | Capacidad |
| ----------------- | ----------- | ------------------------------ | --------- |
| Al-Hudood SC      | Baghdad     | Al-Saher Ahmed Radhi Stadium   | 5,150     |
| Al-Kahrabaa SC    | Baghdad     | Al-Zawraa Stadium              | 15,443    |
| Al-Karkh SC       | Baghdad     | Al Karkh Stadium               | 5,150     |
| Al-Karma SC       | Anbar       | Al-Ramadi Stadium              | 10,000    |
| Al-Minaa SC       | Basora      | Al-Minaa Olympic Stadium       | 30,000    |
| Al-Naft SC        | Baghdad     | Al-Kut Olympic Stadium         | 32,000    |
| Al-Najaf SC       | Najaf       | Al-Najaf International Stadium | 30,000    |
| Al-Qasim SC       | Babil       | Al-Najaf International Stadium | 30,000    |
| Al-Quwa Al-Jawiya | Baghdad     | Al-Shaab Stadium               | 35,700    |
| Al-Shorta SC      | Baghdad     | Al-Shaab Stadium               | 35,700    |
| Al-Talaba SC      | Baghdad     | Al-Madina Stadium              | 32,000    |
| Al-Zawraa SC      | Baghdad     | Al-Zawraa Stadium              | 15,443    |
| Diyala SC         | Diyala      | Al-Madina Stadium              | 32,000    |
| Duhok SC          | Duhok       | Duhok Stadium                  | 22,800    |
| Erbil SC          | Erbil       | Franso Hariri Stadium          | 25,000    |
| Karbala FC        | Karbala     | Karbala International Stadium  | 30,000    |
| Naft Al-Basra SC  | Basra       | Al-Fayhaa Stadium              | 30,000    |
| Naft Maysan SC    | Maysan      | Maysan Olympic Stadium         | 25,000    |
| Newroz SC         | Sulaymaniya | Sulaymaniya Stadium            | 15,000    |
| Zakho SC          | Zaxo        | Zakho International Stadium    | 34,000    |

## Palmarés

### Liga de Institutos(Liga de Bagdad)
| Temporada | Campeón                                      |
| --------- | -------------------------------------------- |
| 1961-62   | Al-Quwa Al-Jawiya                            |
| 1962-63   | Al-Shorta FC                                 |
| 1963-64   | Al-Quwa Al-Jawiya                            |
| 1964-65   | Maslaha Naqil Al-Rakab (Ahora Baghdad FC)    |
| 1965-66   | Al-Farqa Al-Thalatha (Ahora Al-Jaish Bagdad) |
| 1966-67   | Al-Shorta FC                                 |
| 1967-68   | Al-Shorta FC                                 |
| 1968-69   | Al-Shorta FC                                 |
| 1969-70   | Al-Shorta FC                                 |
| 1970-71   | Maslaha Naqil Al-Rakab (Ahora Baghdad FC)    |
| 1971-72   | Al-Shorta FC                                 |
| 1972-73   | Al-Quwa Al-Jawiya                            |
| 1973-74   | Al-Quwa Al-Jawiya                            |

### Liga Iraqi
| Temporada | Campeón                                      | Subcampeón                                   | Máximo goleador                              | Club                                         | Goles                                        |
| --------- | -------------------------------------------- | -------------------------------------------- | -------------------------------------------- | -------------------------------------------- | -------------------------------------------- |
| 1974-75   | Al-Tayaran                                   | Al-Zawraa SC                                 | Thamir Yousif                                | Al-Naqil SC                                  | 13                                           |
| 1975-76   | Al-Zawraa SC                                 | Al-Tayaran                                   | Thamir Yousif                                | Al-Zawraa SC                                 | 13                                           |
| 1976-77   | Al-Zawraa SC                                 | Al-Talaba SC                                 | Zahrawi Jaber                                | Al-Shorta SC                                 | 6                                            |
| 1977-78   | Al-Minaa SC                                  | Al-Zawraa SC                                 | Jalil Hanoon                                 | Al-Minaa SC                                  | 11                                           |
| 1978-79   | Al-Zawraa SC                                 | Al-Shorta SC                                 | Falah Hassan                                 | Al-Zawraa SC                                 | 7                                            |
| 1979-80   | Al-Shorta SC                                 | Al-Zawraa SC                                 | Ali Hussein Mahmoud                          | Al-Shorta SC                                 | 18                                           |
| 1980-81   | Al-Talaba SC                                 | Al-Shorta SC                                 | Hussein Saeed                                | Al-Talaba SC                                 | 11                                           |
| 1981-82   | Al-Talaba SC                                 | Al-Tayaran                                   | Thamir Yousif                                | Al-Zawraa SC                                 | 14                                           |
| 1982-83   | Salahaddin FC                                | Al-Talaba SC                                 | Hussein Saeed                                | Al-Talaba SC                                 | 17                                           |
| 1983-84   | Al Jaish SC                                  | Al-Talaba SC                                 | Ali Hussein Mahmoud                          | Al Jaish SC                                  | 13                                           |
| 1984-85   | No se disputó a causa de la Guerra Irán-Irak | No se disputó a causa de la Guerra Irán-Irak | No se disputó a causa de la Guerra Irán-Irak | No se disputó a causa de la Guerra Irán-Irak | No se disputó a causa de la Guerra Irán-Irak |
| 1985-86   | Al-Talaba SC                                 | Al-Rasheed SC                                | Ahmed Radhi Hussein Saeed Rahim Hameed       | Al-Rasheed SC Al-Talaba SC Al Jaish SC       | 9                                            |
| 1986-87   | Al-Rasheed SC                                | Al Jaish SC                                  | Rahim Hameed                                 | Al Jaish SC                                  | 14                                           |
| 1987-88   | Al-Rasheed SC                                | Al Jaish SC                                  | Rahim Hameed                                 | Al Jaish SC                                  | 14                                           |
| 1988-89   | Al-Rasheed SC                                | Al-Talaba SC                                 | Karim Saddam                                 | Al-Zawraa SC                                 | 22                                           |
| 1989-90   | Al-Tayaran                                   | Al-Rasheed SC                                | Majeed Abdul-Ridha Karim Saddam              | Al-Shabab SC Al-Zawraa SC                    | 13                                           |
| 1990-91   | Al-Zawraa SC                                 | Al-Talaba SC                                 | Karim Saddam                                 | Al-Zawraa SC                                 | 20                                           |
| 1991-92   | Al Quwa Al Jawiya                            | Al-Zawraa SC                                 | Ahmed Radhi                                  | Al-Zawraa SC                                 | 34                                           |
| 1992-93   | Al-Talaba SC                                 | Al-Zawraa SC                                 | Karim Saddam                                 | Al-Zawraa SC                                 | 33                                           |
| 1993-94   | Al-Zawraa SC                                 | Al Quwa Al Jawiya                            | Younis Abid Ali                              | Al-Shorta SC                                 | 36                                           |
| 1994-95   | Al-Zawraa SC                                 | Al Quwa Al Jawiya                            | Muayad Judi                                  | Al-Karkh SC                                  | 30                                           |
| 1995-96   | Al-Zawraa SC                                 | Al-Najaf FC                                  | Hussam Fawzi Ali Hassan                      | Al-Zawraa SC Al-Karkh SC                     | 11                                           |
| 1996-97   | Al Quwa Al Jawiya                            | Al-Zawraa SC                                 | Ali Hashim                                   | Al-Najaf FC                                  | 19                                           |
| 1997-98   | Al-Shorta SC                                 | Al Quwa Al Jawiya                            | Mahmoud Majeed                               | Al-Shorta SC                                 | 22                                           |
| 1998-99   | Al-Zawraa SC                                 | Al-Talaba SC                                 | Hashim Ridha                                 | Al-Shorta SC                                 | 19                                           |
| 1999-00   | Al-Zawraa SC                                 | Al Quwa Al Jawiya                            | Haidar Ayed                                  | Al-Nasiriya SC                               | 28                                           |
| 2000-01   | Al-Zawraa SC                                 | Al Quwa Al Jawiya                            | Hussein Abdullah                             | Duhok FC                                     | 22                                           |
| 2001-02   | Al-Talaba SC                                 | Al Quwa Al Jawiya                            | Hashim Ridha                                 | Al-Shorta SC                                 | 32                                           |
| 2002-03   | No se disputó por Invasión de Irak en 2003   | No se disputó por Invasión de Irak en 2003   | No se disputó por Invasión de Irak en 2003   | No se disputó por Invasión de Irak en 2003   | No se disputó por Invasión de Irak en 2003   |
| 2003-04   | No se disputó por Invasión de Irak en 2003   | No se disputó por Invasión de Irak en 2003   | No se disputó por Invasión de Irak en 2003   | No se disputó por Invasión de Irak en 2003   | No se disputó por Invasión de Irak en 2003   |
| 2004-05   | Al Quwa Al Jawiya                            | Al-Minaa SC                                  | Mustafa Karim                                | Al-Kahraba FC                                | 16                                           |
| 2005-06   | Al-Zawraa SC                                 | Al-Najaf FC                                  | Sahib Abbas                                  | Karbalaa FC                                  | 17                                           |
| 2006-07   | Arbil FC                                     | Al Quwa Al Jawiya                            | Ahmad Salah                                  | Arbil FC                                     | 11                                           |
| 2007-08   | Arbil FC                                     | Al-Zawraa SC                                 | Asaad Abdul-Nabi                             | Al-Kahraba FC                                | 14                                           |
| 2008-09   | Arbil FC                                     | Al-Najaf FC                                  | Ahmad Salah                                  | Arbil FC                                     | 15                                           |
| 2009-10   | Duhok FC                                     | Al-Talaba SC                                 | Amjad Radhi                                  | Al-Quwa Al-Jawiya                            | 31                                           |
| 2010-11   | Al-Zawraa SC                                 | Arbil FC                                     | Luay Salah Hassan                            | Arbil FC                                     | 17                                           |
| 2011-12   | Arbil FC                                     | Duhok FC                                     | Hammadi Ahmad                                | Al-Quwa Al-Jawiya                            | 25                                           |
| 2012-13   | Al-Shorta SC                                 | Arbil FC                                     | Amjad Radhi                                  | Arbil FC                                     | 25                                           |
| 2013-14   | Abandonada                                   | Abandonada                                   | Ali Salah                                    | Al-Talaba SC                                 | 14                                           |
| 2014-15   | Naft Al-Wasat SC                             | Al-Quwa Al-Jawiya                            | Marwan Hussein                               | Al-Shorta SC                                 | 15                                           |
| 2015-16   | Al-Zawraa SC                                 | Naft Al-Wasat SC                             | Hammadi Ahmad                                | Al-Quwa Al-Jawiya                            | 12                                           |
| 2016-17   | Al-Quwa Al-Jawiya                            | Al-Naft SC                                   | Alaa Abdul-Zahra                             | Al-Zawraa SC                                 | 23                                           |
| 2017-18   | Al-Zawraa SC                                 | Al-Quwa Al-Jawiya                            | Wissam Saadoun                               | Naft Maysan FC                               | 24                                           |
| 2018-19   | Al-Shorta SC                                 | Al-Quwa Al-Jawiya                            | Alaa Abdul-Zahra                             | Al-Shorta SC                                 | 28                                           |
| 2019-20   | Cancelada por la Pandemia de COVID-19        | Cancelada por la Pandemia de COVID-19        | Cancelada por la Pandemia de COVID-19        | Cancelada por la Pandemia de COVID-19        | Cancelada por la Pandemia de COVID-19        |
| 2020-21   | Al-Quwa Al-Jawiya                            | Al-Zawraa SC                                 | Aymen Hussein                                | Al-Quwa Al-Jawiya                            | 22                                           |
| 2021-22   | Al Shorta SC                                 | Al-Quwa Al-Jawiya                            | Mahmoud Al-Mawas                             | Al Shorta SC                                 | 22                                           |
| 2022-23   | Al Shorta SC                                 | Al-Quwa Al-Jawiya                            | Mohannad Abdul-Raheem                        | Al-Quwa Al-Jawiya                            | 18                                           |
| 2023-24   | Al Shorta SC                                 | Al-Quwa Al-Jawiya                            | Aymen Hussein                                | Al-Quwa Al-Jawiya                            | 27                                           |
| 2024-25   | Al Shorta SC                                 | Al-Zawraa SC                                 | Mohanad Ali                                  | Al Shorta SC                                 | 27                                           |

## Títulos por club
- Desde 1975, año de inicio de la Liga Iraqi.
| Club              | Ciudad | Títulos | 2° | Años campeón                                                                       |
| ----------------- | ------ | ------- | -- | ---------------------------------------------------------------------------------- |
| Al-Zawraa SC      | Bagdad | 14      | 8  | 1976, 1977, 1979, 1991, 1994, 1995, 1996, 1999, 2000, 2001, 2006, 2011, 2016, 2018 |
| Al-Shorta SC      | Bagdad | 8       | 2  | 1980, 1998, 2013, 2019, 2022, 2023, 2024, 2025                                     |
| Al Quwa Al Jawiya | Bagdad | 7       | 15 | 1975, 1990, 1992, 1997, 2005, 2017, 2021                                           |
| Al-Talaba SC      | Bagdad | 5       | 7  | 1981, 1982, 1986, 1993, 2002                                                       |
| Arbil FC          | Arbil  | 4       | 2  | 2007, 2008, 2009, 2012                                                             |
| Al-Rasheed SC     | Bagdad | 3       | 2  | 1987, 1988, 1989                                                                   |
| Al-Jaish SC       | Bagdad | 1       | 2  | 1984                                                                               |
| Al-Minaa SC       | Basora | 1       | 1  | 1978                                                                               |
| Dohuk FC          | Duhok  | 1       | 1  | 2010                                                                               |
| Naft Al-Wasat SC  | Nayaf  | 1       | 1  | 2015                                                                               |
| Salahaddin FC     | Tikrit | 1       | -  | 1983                                                                               |
| Al Najaf FC       | Najaf  | -       | 3  | ----                                                                               |
| Al-Naft SC        | Bagdad | -       | 1  | ----                                                                               |

- Al Quwa Al Jawiya incluye Al-Tayaran.

### Títulos por ciudad
| Ciudad | Campeonatos | Clubes                                                                                            |
| ------ | ----------- | ------------------------------------------------------------------------------------------------- |
| Bagdad | 38          | Al-Zawraa (14), Al-Shorta (8), Al-Quwa Al-Jawiya (7), Al-Talaba (5), Al-Rasheed (3), Al-Jaish (1) |
| Erbil  | 4           | Erbil SC (4)                                                                                      |
| Basora | 1           | Al-Minaa (1)                                                                                      |
| Duhok  | 1           | Duhok (1)                                                                                         |
| Najaf  | 1           | Naft Al-Wasat (1)                                                                                 |
| Tikrit | 1           | Salahaddin (1)                                                                                    |